# Veselí
Veselí är en ort i Tjeckien.   Den ligger i regionen Pardubice, i den centrala delen av landet, 90 km öster om huvudstaden Prag. Veselí ligger 235 meter över havet och antalet invånare är 314.
Terrängen runt Veselí är platt, och sluttar norrut.Runt Veselí är det ganska tätbefolkat, med 155 invånare per kvadratkilometer. Närmaste större samhälle är Pardubice, 11,7 km öster om Veselí. Omgivningarna runt Veselí är en mosaik av jordbruksmark och naturlig växtlighet.